# Milena Matějkovičová
Milena Matějkovičová-Strnadová, češka atletinja, * 23. maj 1961, Ústí nad Labem, Češkoslovaška.
Ni nastopila na poletnih olimpijskih igrah. Na svetovnih prvenstvih je v štafeti 4x400 m osvojila srebrno medaljo leta 1983, kot tudi na evropskih prvenstvih leta 1982, na evropskih dvoranskih prvenstvih pa naslov prvakinje v teku na 800 m leta 1984.